# Белов, Юрий Андреевич
Ю́рий Андре́евич Бело́в (31 июля 1930, Ржев, Тверская область, СССР —  31 декабря 1991, Москва, Россия) — советский киноактёр.

## Биография

### Детство и юность
Юрий Андреевич Белов родился 31 июля 1930 года в городе Ржеве Тверской области в семье военнослужащего. Его юность прошла в разных регионах страны, в том числе в Калининграде и на Курилах, так как отец Юрия был военным лётчиком и место его службы менялось.
Окончил ВГИК (мастерская Б. В. Бибикова и О. И. Пыжовой) в 1955 году.

### Карьера
Уже через год после окончания института стал знаменит благодаря роли Гриши в фильме «Карнавальная ночь».

Юрий Белов в роли Гриши
в фильме «Карнавальная ночь». 1956 г.

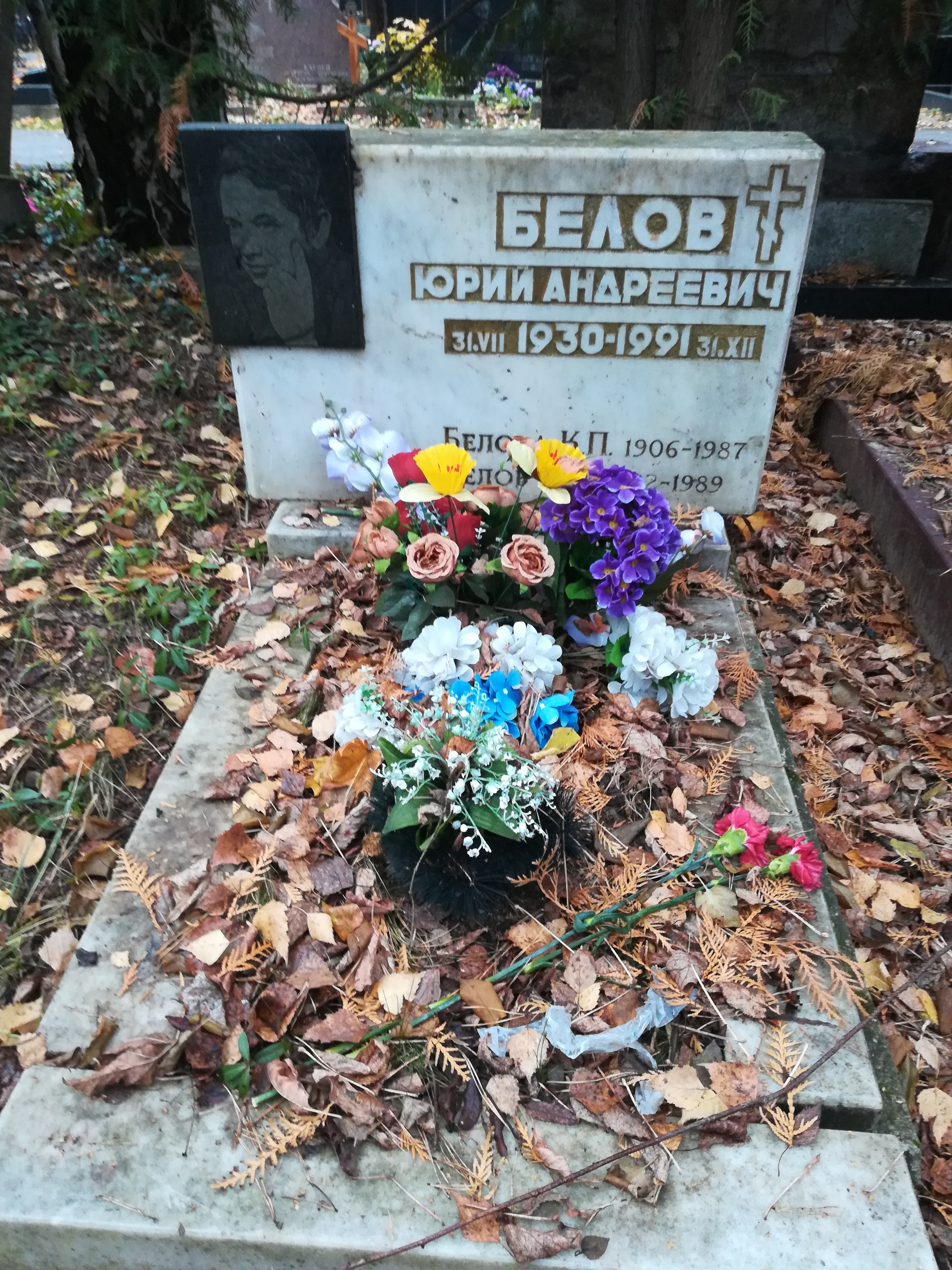
Могила на Кунцевском кладбище, 2020 год

Затем, в течение семи лет, один за другим на широкий экран вышли фильмы с участием актёра, которые закрепили его успех среди зрителей и сделали Юрия Белова одним из самых популярных актёров советского кино: «Девушка без адреса», «Весна на Заречной улице», «Неподдающиеся», «Королева бензоколонки». В последних двух фильмах он играл в паре с Надеждой Румянцевой.
Позже был актёром Театра-студии киноактёра.
Герои Юрия Белова отличаются неповторимым жизнелюбием и обаянием, благодаря чему они так полюбились зрителю. Между тем в реальной жизни за актёром закрепилась репутация «странного человека», «не от мира сего».
В середине 1960-х годов после попытки самоубийства, по другим данным, из-за неосторожного высказывания о руководителе страны Н. С. Хрущёве актёр оказался на полгода в психиатрической лечебнице, после чего его карьера пошла под откос. Его начали сторониться, давали роли лишь в эпизодах.
Когда в Театре киноактёра в конце концов ему дали роль Милославского в спектакле «Иван Васильевич» по пьесе М. А. Булгакова, это было для него невероятным счастьем. По свидетельствам, Елена Сергеевна Булгакова, вдова писателя, побывав на спектакле, сказала, что его трактовка роли Милославского очень близка к тому, что хотел видеть автор — Михаил Афанасьевич Булгаков. Впоследствии Белов ушёл из Театра киноактёра.
В фильме «Стоянка поезда — две минуты» (1972) заметно постаревший Белов в последний раз сыграл главную роль. После этого наступило практически полное забвение — хотя даже и в этот непростой период он успел сняться в нескольких фильмах, самым успешным из которых стал популярный детский фильм «Про Красную Шапочку», в котором Белов исполнил небольшую роль дедушки.

### Личная жизнь и последние годы
Юрий Белов женился, когда ему было уже за 40 лет. Его избранницей стала актриса Светлана Швайко (1939—1999), которая была на девять лет моложе. В 1976 году у них родился сын Святослав.
В последние годы актёр был вынужден зарабатывать на жизнь частным извозом на «Москвиче», купленном в годы былой популярности. Переживая из-за своей невостребованности, Белов начал злоупотреблять алкоголем, его здоровье с каждым годом ухудшалось.
Юрий Белов умер 31 декабря 1991 года у себя дома в Москве, на 62-м году жизни. Похоронен на Кунцевском кладбище Москвы, участок № 10.

## Фильмография
1. 1955 — Мать и сын (короткометражный)
2. 1955 — Сын — старшина милиции
3. 1955 — Вольница — Курбатов, приказчик на рыбном промысле
4. 1956 — Весна на Заречной улице — Евгений Ищенко
5. 1956 — Карнавальная ночь — Гриша Кольцов, электромонтёр (главная роль)
6. 1956 — Человек родился — Павел
7. 1957 — Девушка без адреса — Митя Савельев, друг Паши (главная роль)
8. 1957 — Гори, моя звезда — Аркадий, шахтёр
9. 1958 — Огонёк в горах — Пётр Снегирёв
10. 1959 — Жажда — матрос Вася Рогозин, «Патефон» (главная роль)
11. 1959 — Майские звёзды — капитан Белов, адъютант генерала
12. 1959 — Неподдающиеся — Толя Грачкин (главная роль)
13. 1959 — Строгая женщина — Семён
14. 1960 — Алёшкина любовь — Аркадий
15. 1960 — Леон Гаррос ищет друга — Николай Савин, переводчик (главная роль)
16. 1961 — Любушка — Дмитрий, повар у Бурмина
17. 1961 — Наш общий друг — Синькин, журналист
18. 1961 — Человек ниоткуда — милиционер Гаврилов
19. 1962 — Гусарская баллада — партизан
20. 1962 — Королева бензоколонки — Слава Кошевой, водитель междугороднего автобуса (главная роль)
21. 1962 — Ход конём — следователь
22. 1962 — Трамвай в другие города (короткометражный) — милиционер (главная роль)
23. 1963 — Ты не один — Николай Шлыков (главная роль)
24. 1963 — Приходите завтра… — Володя («Немирович-Данченко»), студент Гнесинки
25. 1964 — Ко мне, Мухтар! — Ларионов
26. 1964 — Дайте жалобную книгу — журналист, друг Никитина
27. 1964 — Весенняя фантазия (фильм-концерт) — Гриша Потапов
28. 1965 — Спящий лев — Александр Стрельцов, инспектор банка (главная роль)
29. 1968 — В гостях у московской милиции (фильм-спектакль)
30. 1968 — Переходный возраст — Михаил Иванович, учитель истории
31. 1970 — Безобидный человек (короткометражный)
32. 1970 — В Москве проездом… — таксист
33. 1970 — На дальней точке — старшина Паращук
34. 1970 — Светофор (короткометражный) — кавалер с букетом
35. 1971 — Старики-разбойники — Петя, дежурный милиционер
36. 1971 — Лето рядового Дедова — старшина
37. 1972 — Нервы… Нервы… — милиционер
38. 1972 — Стоянка поезда — две минуты — Василий Назарович, волшебник (главная роль)
39. 1972 — Инженер Прончатов — Петрович
40. 1973 — Будни уголовного розыска — сообщник Муратова
41. 1973 — Нейлон 100 % — Хабибуллин, дворник
42. 1974 — Если это не любовь, то что же? (короткометражный фильм)
43. 1974 — Кыш и Двапортфеля — завхоз Юрий Андреевич
44. 1975 — Мои дорогие — Григорий Никонорыч, певец
45. 1975 — Принимаю на себя — Иванов
46. 1976 — «Сто грамм» для храбрости… — таксист (озвучивает Юрий Саранцев)
47. 1977 — Про Красную Шапочку — дед
48. 1977 — Дипломаты поневоле — Арнольд, кинорежиссёр
49. 1977 — На скользкой дороге (короткометражный фильм)
50. 1978 — Встретились… (короткометражный фильм)
51. 1978 — Женщина, которая поёт — пассажир в самолёте
52. 1978 — Осенние колокола — эпизод
53. 1980 — Странный отпуск — Юрий Сергеевич Егоркин
54. 1980 — Чрезвычайные обстоятельства — автослесарь
55. 1981 — Похищение века
56. 1982 — Вот такие чудеса — член комиссии

## Премии
Лауреат Всесоюзного кинофестиваля в номинации «Премии для актёров» за 1960 год.

## Память
- Ю. А. Белову посвящена одна из серий программы Л. А. Филатова «Чтобы помнили».
- В телесериале 2015 года «Людмила Гурченко» роль Белова сыграл актёр Павел Ващилин.